# Гришевское сельское поселение
Гришевское се́льское поселе́ние — муниципальное образование в Подгоренском районе Воронежской области Российской Федерации.
Административный центр — посёлок Опыт.

## Население
| 2010  | 2012  | 2013  | 2014  | 2015  | 2016  | 2017  |
| ----- | ----- | ----- | ----- | ----- | ----- | ----- |
| 1582  | ↘1523 | ↘1482 | ↘1428 | ↗1511 | ↘1493 | ↘1456 |
| 2018  |       |       |       |       |       |       |
| ↘1445 |       |       |       |       |       |       |

## Состав сельского поселения
| №  | Населённый пункт  | Тип населённого пункта          | Население |
| -- | ----------------- | ------------------------------- | --------- |
| 1  | Варваровка        | хутор                           | 125       |
| 2  | Григорьевка       | хутор                           | 36        |
| 3  | Гришевка          | хутор                           | ↘53       |
| 4  | Кошарное          | посёлок                         | 62        |
| 5  | Новоалександровка | хутор                           | ↘12       |
| 6  | Опыт              | посёлок, административный центр | 733       |
| 7  | Репьев            | хутор                           | 27        |
| 8  | Саприно           | хутор                           | 13        |
| 9  | Серпанки          | хутор                           | 105       |
| 10 | Степановка        | хутор                           | 196       |
| 11 | Терновое          | посёлок                         | 220       |